# حادثة ساكورادامون

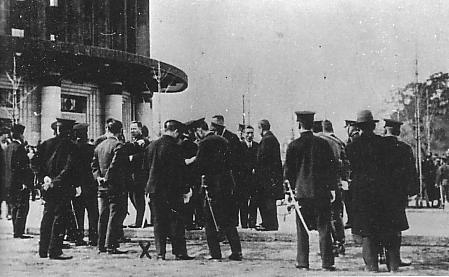
حادثة ساكورادامون

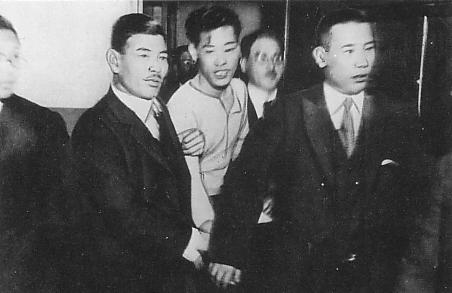
صورة لي بونغ تشانغ المعتقل

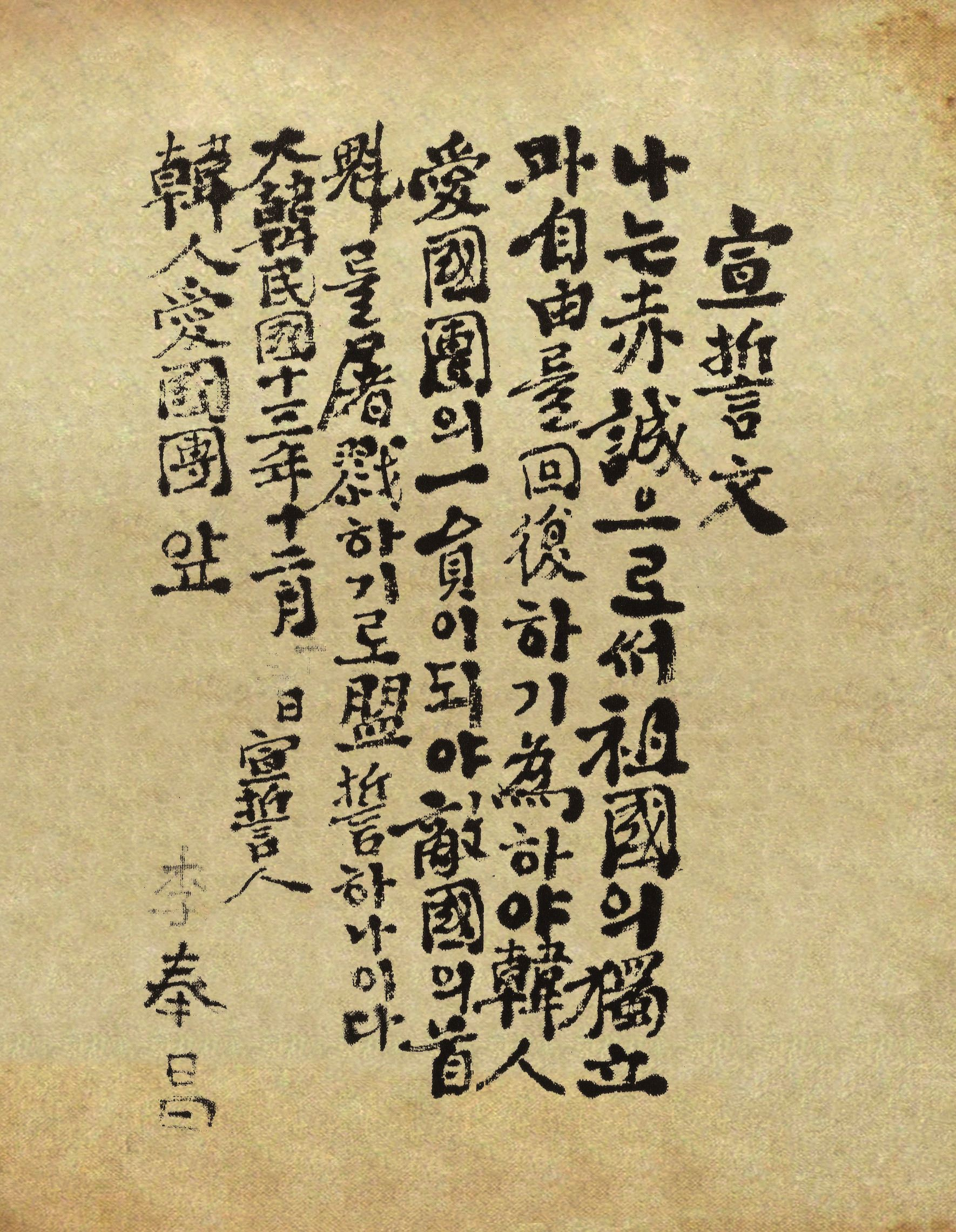
كتب لي بونغ تشانغ في رسالته حينما يقتل هيروهيتو سيعلن الاستقلال التام لكوريا

حادثة ساكورادامون (باليابانية: 桜田門事件) (هانغل: 이봉창의사 의거)  كانت محاولة اغتيال للإمبراطور هيروهيتو إمبراطور اليابان على يد كوري نشط من حركة الأحرار يدعي لي بونغ تشانغ (이봉창) في طوكيو في 9 يناير 1932.

## الحادثة
جرت الحادثة عندما غادر الإمبراطور هيروهيتو القصر الإمبراطوري عبر مخرج ساكورادامون في طريقه لاستعراض عسكري عندما اعترضه لي بونغ تشانغ وألقى بقنبلة يدوية على عربة حصان الإمبراطور حيث كان على علم بجدول الإمبراطور من مقال في صحيفة وتمكن من الاقتراب إلى الموكب الإمبراطوري متنكراً بزي الحرس الإمبراطوري. إلا أن القنبلة اليدوية أخطأت هدفها وانفجرت قرب عربة وزير البيت الإمبراطوري متسببة في مقتل حصانيه الاثنين. تمت إدانة لي في 30 سبتمبر 1932، وسجنه في سجن إتشيغايا في 10 أكتوبر من العام ذاته.
بنتيجة هذه الحادثة قدم رئيس الوزراء إينوكاي تسويوشي استقالته لكن رفضها الإمبراطور.